# Sipahi (serie televisiva)
Sipahi è un serial televisivo drammatico turco composto da 8 puntate, trasmesso su Show TV dal 12 dicembre 2022 al 30 gennaio 2023 in seguito alla cancellazione causata dall'aumento dei costi di produzione. È diretto da Hakan İnan e Doğan Ümit Karaca, scritto da Ali Doğançay, prodotto da CNP Film ed ha come protagonisti Kaan Yıldırım, Özge Gürel e Kerem Alışık.

## Trama
Gli eventi si sviluppano attorno a Korkut Ali Türkoğlu, un grande, intelligente e brillante agente dei servizi segreti turchi, membro della squadra dei Sipahi della National Intelligence Agency, insieme alla sua collega il commissario Canan Doğan e a Yıldırım Zafer Bozok. La squadra dei Sipahi deve combattere contro le forze oscure dell'Occidente che è diventata una chiara minaccia per la Turchia, dove la gente si trova in uno stato di panico dopo che si è stravolto il caos in seguito ai sanguinosi atti terroristici che si sono verificati negli ultimi giorni.

## Episodi
| Stagione       | Episodi | Prima TV Turchia | Prima TV Italia |
| -------------- | ------- | ---------------- | --------------- |
| Prima stagione | 8       | 2022-2023        | inedita         |

### Prima stagione (2022-2023)
| n° | Titolo originale | Prima TV Turchia |
| -- | ---------------- | ---------------- |
| 1  | 1. Bölüm         | 12 dicembre 2022 |
| 2  | 2. Bölüm         | 19 dicembre 2022 |
| 3  | 3. Bölüm         | 26 dicembre 2022 |
| 4  | 4. Bölüm         | 2 gennaio 2023   |
| 5  | 5. Bölüm         | 9 gennaio 2023   |
| 6  | 6. Bölüm         | 16 gennaio 2023  |
| 7  | 7. Bölüm         | 23 gennaio 2023  |
| 8  | 8. Bölüm         | 30 gennaio 2023  |

## Personaggi e interpreti
- Korkut Ali Türkoğlu (episodi 1-8), interpretato da Kaan Yıldırım.
- Canan Doğan (episodi 1-8), interpretata da Özge Gürel.
- Yıldırım Zafer Bozok (episodi 1-8), interpretato da Kerem Alışık.
- Goran Losic / Thomas Hartman (episodi 1-8), interpretato da Sinan Tuzcu.
- Habtor Bin Said (episodi 1-8), interpretato da Erkan Bektaş.
- Ezgi Sancaklı (episodi 1-8), interpretata da Başak Gümülcinelioğlu.
- Kemal Yörükoğlu (episodi 1-8), interpretato da Nurettin Sönmez.
- Yusuf Çetin (episodi 1-8), interpretato da Çağdaş Onur Öztürk.
- Alptekin Ala (episodi 1-8), interpretato da Serhat Nalbantoğlu.
- Cem Kaleli (episodi 1-8), interpretato da Emre Bulut.
- Esra Çetin (episodi 1-8), interpretata da Gözde Okur.
- Meral Yörükoğlu (episodi 1-8), interpretata da Elit Andaç Çam.
- Elif Yıldız (episodi 1-8), interpretata da Zeynep Oymak.
- Lale Türkoğlu (episodi 1-8), interpretata da Berrin Arısoy.
- Jasmin (episodi 1-8), interpretata da Gamze Topuz.
- Ömer (episodi 1-8), interpretato da Hakan Akay.
- Efraim (episodi 1-8), interpretato da Kemal Zeydan.
- Zabka (episodi 1-8), interpretato da Cengiz Koç.
- Zeki (episodi 1-8), interpretato da İsmail Düvenci.
- Fahrettin (episodi 1-8), interpretato da Selçuk Borak.
- Narin Toprak (episodi 3-8), interpretata da Ece Dizdar.
- İvan (episodi 5-8), interpretato da Özgür Atasoy.
- Mustafa (episodi 5-8), interpretato da Mustafa Vuran.

## Produzione
La serie è diretta da Hakan İnan e Doğan Ümit Karaca, scritta da Ali Doğançay e prodotta da CNP Film.

### Cancellazione
Inizialmente, la serie aveva un accordo di 13 episodi minimi con il canale Show TV, ma a causa dell'aumento dei costi di produzione la serie è stata ridotta ad 8 episodi fino al 30 gennaio 2023.

### Riprese
Le riprese della serie si sono svolte dal 3 ottobre alla metà di novembre 2022 nelle città di Istanbul (in particolare nel distretto di Beşiktaş e nel quartiere di Galata), Gaziantep e Berlino (in particolare nella Cattedrale di Sant'Edvige, nella Porta di Brandeburgo, sull'Isola dei Musei e sul ponte Oberbaumbrücke).